# 安藤朴翁
安藤 朴翁（あんどう ぼくおう）は、江戸時代前期の武士・儒学者。安藤 定為（あんどうさだため）とも。
丹波国桑田郡小口村の人物。妻は歌人の安藤亀子。

## 概要
京都で冷泉為景や木下勝俊に和歌を学び、伏見宮家に仕えた。子の安藤抱琴、安藤年山の『礼儀類典』編纂を助けた。元禄15年（1702年）8月23日に76歳で死去した。著作には『常陸帯』や『山家の記』がある。